# 関東大学女子サッカー連盟
関東大学女子サッカー連盟（かんとうだいがくじょしサッカーれんめい、英称:KANTO UNIVERSITY WOMEN FOOTBALL ASSOSIATION、略称:JUWFA-KANTO）は、東京・神奈川・埼玉・千葉・栃木・茨城・群馬・山梨の関東１都７県における大学女子サッカー部の競技連盟。

## 概要と歴史
- 1986年 - 創設

## 組織構成
平成25年度加盟登録29校
- 関東大学女子サッカー連盟
- 1部：10校
- 2部：13校
- 3部：6校

## 主催・主管大会
- 関東大学女子サッカーリーグ
- 育成リーグ(Blossom league)